# Massimo Giuliani
Massimo Giuliani (Roma, 5 febbraio 1951) è un attore, doppiatore, direttore del doppiaggio, conduttore televisivo, imitatore e conduttore radiofonico italiano.

## Biografia

Massimo Giuliani nel 1958 circa

Massimo Giuliani in La donna della domenica (1975)

Massimo Giuliani nasce a Roma il 5 febbraio 1951. Tra il 1955 e il 1966 lavora come attore bambino, recitando al cinema e in televisione. Ha ruoli di rilievo in Face in the Rain (1963), I terribili 7 (1963), Le avventure della squadra di stoppa (1964) e in numerosi sceneggiati televisivi, come Avventure in IV B (1964) e Il favoloso '18 (1965), lavorando al fianco di altri noti attori bambini del tempo come Roberto Chevalier e Loretta Goggi. Nel 1963 debutta inoltre al doppiaggio di un'opera d'animazione, prestando la sua voce a Semola nell'edizione italiana del classico Disney La spada nella roccia. Grande appassionato di calcio, è tifoso della Roma e negli anni sessanta partecipa alle selezioni per la squadra giovanile, con esito positivo, ma vi rinuncia quattro mesi dopo, a causa dei troppi impegni dovuti alla carriera di attore. Continua dunque a recitare da giovane attore.
Tra le sue apparizioni i varietà televisivi Tante scuse (1974), (di nuovo) Tante scuse (1975-76) e Noi... no! (1977-78) al fianco di Raimondo Vianello e Sandra Mondaini. Nel 1976 presenta alla Rai il gioco per ragazzi Dedalo, al quale partecipano due squadre composte da tre ragazzi che devono avere un elemento in comune tra loro. Nel 1977 è la volta di Il trucco c'è, un programma televisivo settimanale destinato ai ragazzi in cui vengono spiegati i vari trucchi che possono essere usati in campo televisivo e cinematografico. A metà degli anni ottanta conduce su Rai Radio 2 la trasmissione Perché non parli?, che va in onda all'ora di pranzo e nella quale due concorrenti devono sfidarsi rispondendo a domande sulla lingua italiana. Con lui in studio lavorano anche altri attori come Marco Mete e Franco Pucci. Nel 1978 compare nel lavoro teatrale Il barone e il servitore, trasmesso in televisione.
Molto attivo anche nel doppiaggio fin da bambino, è la voce di Mel Gibson ne Il Bounty del 1984 e di altri film dell'attore all'inizio degli anni ottanta; di John Belushi nel cult-movie The Blues Brothers - I fratelli Blues (1980); di Christopher Walken ne Il cacciatore (1978); di Anthony Edwards nel ruolo di Goose in Top Gun del 1986 e di John Candy nel ruolo di Rutto in Balle spaziali del 1987.
Ne 1984 è a teatro nella commedia Er mejo der più di Mario Amendola e Bruno Corbucci, al fianco di Lando Fiorini, Giusy Valeri e Manuela Gatti: lo spettacolo si inserisce in una lunga serie di esibizioni cabarettistiche tenute al Puff, locale di proprietà dello stesso Fiorini, a cui verrà dedicata successivamente anche una trasmissione celebrativa, Puffando puffando, a cui Giuliani prenderà parte nel 1991.
Come attore del piccolo schermo è spesso ricordato anche per il personaggio dell'edicolante Ciro, interpretato nella serie del 1987 I ragazzi della 3ª C, nella quale vende gli oggetti più disparati all'ingenuo Bruno Sacchi (Fabrizio Bracconeri). L'anno successivo conduce il "giro-quiz" Vengo anch'io?.
Nel 1996 fonda, insieme alla moglie Tiziana Lattuca, la società di doppiaggio Time Out Movie, nella quale lavora spesso come dialoghista e direttore del doppiaggio. Tra i primi lavori della società compare il ridoppiaggio di film e cortometraggi Looney Tunes e Merrie Melodies, al cui cast prese parte lo stesso Giuliani nel ruolo di Bugs Bunny, del quale è stato la voce italiana ufficiale dal 1996 al 2006, per poi essere sostituito da Davide Garbolino a partire dal 2007. Nel campo dell'animazione, inoltre, doppia Fozzie dei Muppet a partire dal 1981 e Buck nel franchise de L'era glaciale.
Nel 2000 partecipa come imitatore al programma comico Convenscion, impersonando fra gli altri Ignazio La Russa e Giovanni Trapattoni. La sua parodia di Francesco Totti (Totti Gò) infastidisce tuttavia il diretto interessato e i tifosi della curva giallorossa, che espongono all'Olimpico striscioni contro di lui. L'evento ha conseguenze sulla vita pubblica e privata dell'attore, che rivela di aver ricevuto minacce e insulti per telefono accanto al consiglio di non recarsi allo stadio.
Ancora nel 2000 è a teatro con Tullio Solenghi, nel lavoro teatrale Insalata di riso. Lo spettacolo, allestito al Teatro Bonci di Cesena e al Teatro Margherita di Caltanissetta, viene messo in scena dal 2000 al 2003. Nel 2011 lo stesso spettacolo viene ripreso e trasmesso in televisione.
Nel 2012 è ancora a teatro nella commedia Io so che tu sai che io so di Rodolfo Sonego, diretta da Renato Giordano, al Teatro Manzoni di Roma. Nel luglio 2013 riceve il premio della critica e un riconoscimento per la direzione del doppiaggio del film Hitchcock alla decima edizione del Leggio d'oro. Nel 2016 è ancora a teatro in Opinioni di un clown di Heinrich Böll e nel 2018 in Divorzio alla romana di Stefano Reali, con la regia di Renato Giordano.

## Vita privata
Sposato con la direttrice del doppiaggio Tiziana Lattuca, è padre del doppiatore Daniele Giuliani e zio della doppiatrice Claudia Catani.

## Filmografia

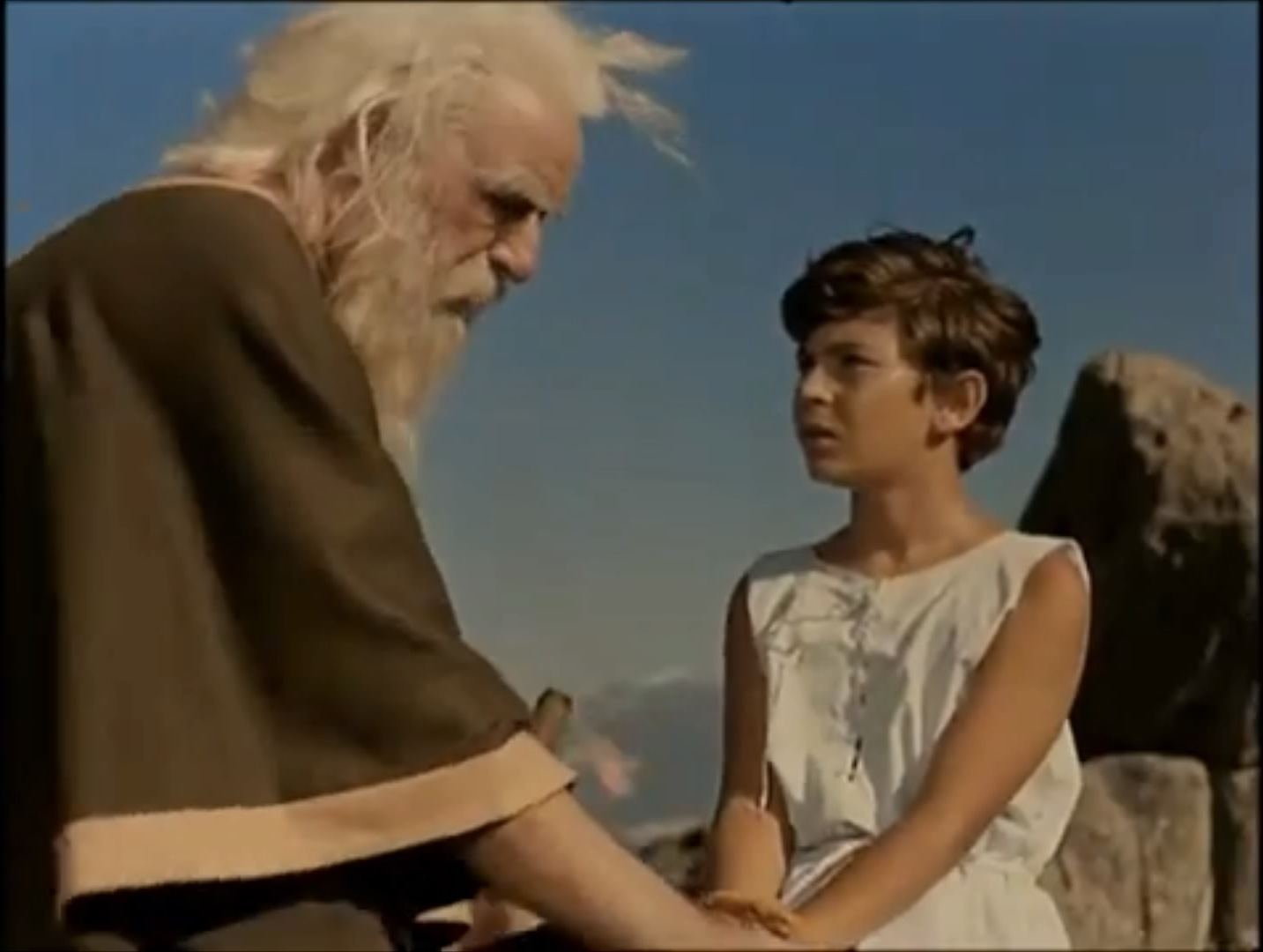
Massimo Giuliani nel ruolo di Isacco bambino nel film I patriarchi (1964)

### Cinema
- Suprema confessione, regia di Sergio Corbucci (1956)
- Vento di primavera, regia di Giulio Del Torre e Arthur Maria Rabenalt (1959)
- Nuda fra le tigri, regia di Arthur Maria Rabenalt (1959)
- Accadde a Vienna, regia di Arthur Maria Rabenalt (1960)
- Io, Semiramide, regia di Primo Zeglio (1962)
- I terribili 7, regia di Raffaello Matarazzo (1963)
- Liolà, regia di Alessandro Blasetti (1963)
- Face in the Rain, regia di Irvin Kershner (1963)
- I patriarchi, regia di Marcello Baldi  (1964)
- Cadavere per signora , regia di Mario Mattoli (1964)
- Le stagioni del nostro amore, regia di Florestano Vancini (1965)
- La donna della domenica, regia di Luigi Comencini (1975)
- John Travolto... da un insolito destino, regia di Neri Parenti (1979)
- Non ti conosco più amore, regia di Sergio Corbucci (1980)
- Il ladro di ragazzi, regia di Christian de Chalonge (1991)
- L'ultimo innocente, regia di Pietro Nardi (1992)
- Ci hai rotto papà, regia di Castellano e Pipolo (1993)

### Televisione
- La trappola, episodio di Aprite: polizia!, regia di Daniele D'Anza (1958)
- Marcellino pane e vino, regia di Lino Girau - teleteatro (1958)
- Il romanzo di un maestro, regia di Mario Landi – miniserie TV (1959)
- Processo di famiglia di Diego Fabbri, regia di Vittorio Cottafavi - teleteatro (1959)
- Il pellegrino, regia di Giacomo Colli - teleteatro (1961)
- Le avventure della squadra di stoppa, regia di Alda Grimaldi – miniserie TV (1964)
- Avventure in IV B, regia di Lelio Golletti – miniserie TV (1964)
- David Copperfield, regia di Anton Giulio Majano – miniserie TV (1965)
- Mirra Efros, regia di Carlo Lodovici - teleteatro (1965)[16]
- Vita col padre, regia di Sandro Bolchi - teleteatro (1969)
- Diario partigiano, regia di Giuseppe Fina – film TV (1970)
- Processo ad un atto di valore, regia di Marcello Baldi – film TV (1972)
- Di sopra una notte, regia di Davide Montemurri – miniserie TV (1975)
- I ragazzi della 3ª C – serie TV, 17 episodi (1987-1989)
- Classe di ferro – serie TV, episodio 1x04 (1989)
- Pronto soccorso – serie TV (1990)
- ...Se non avessi l'amore, regia di Leandro Castellani – film TV (1991)
- Pazza famiglia – serie TV, 8 episodi (1995)
- S.P.Q.R. – serie TV, 3 episodi (1998)
- Anni '60, regia di Carlo Vanzina – miniserie TV (1999)
- Le battagliere – serie TV (2000-2002)
- Don Matteo – serie TV, episodio 4x21 (2004)
- Carabinieri - Sotto copertura, regia di Raffaele Mertes – miniserie TV (2005)
- Pompei, regia di Giulio Base – miniserie TV (2007)
- Insalata di... riso - teleteatro (2011)

## Trasmissioni televisive
- Sabato sera dalle nove alle dieci (Programma Nazionale, 1974)
- Tante scuse (Programma Nazionale, 1974)
- Fatti e fattacci (Programma Nazionale, 1975)
- (di nuovo) Tante scuse (Programma Nazionale, 1975-1976)
- Dedalo (Programma Nazionale, 1976)
- Il trucco c'è (Rete 1, 1977)
- Noi... no! (Rete 1, 1977-1978)
- Il barone e il servitore (1978)
- Play Time (1980)[17][18]
- Vengo anch'io? (1988)
- Puffando puffando (1991)
- Convenscion (Rai 2, 1999-2002)
- Goal di Notte (Teleroma56, 1985-2000)

## Teatro
- Er mejo der più di Mario Amendola e Bruno Corbucci (1984)
- Insalata di riso, Teatro Bonci, Cesena (1999-2000)/Teatro Margherita, Caltanissetta (2000-2003)
- Atti impuri di Stefano Disegni, regia di Attilio Corsini, con Patrizia Loreti, Stefano Oppedisano, Roberto Stocchi e Selvaggia Quattrini, Teatro Vittoria (2001)[19]
- Uscirò dalla tua vita in taxi di W. Hall e K. Waterhouse, regia di Silvio Giordani (2009-2010)[20][21]
- Ah... Gli uomini che mascalzoni di Ray Cooney, Arne Sultan ed Earl Barret, regia di Silvio Giordani, con Gabriella Silvestri e Sergio Fiorentini (2010)[22]
- Io so che tu sai che io so di Rodolfo Sonego, regia di Renato Giordano (2012)
- Opinioni di un clown di Heinrich Böll (2016)
- Divorzio alla romana di Stefano Reali, regia di Renato Giordano, Teatro Manzoni, Roma (2018)
- Rappresaglie  di Eric Assouls, regia di Silvio Giordani, Roma (2024-2025)

## Radio
- Senza fatto di Simona Mastrocinque, regia di Giorgio Bandini, Compagnia di Prosa di Torino della Rai - radiodramma (1968)
- La nuora di Bruno Cicognani, regia di Umberto Benedetto, Compagnia di prosa di Firenze della Rai - radiodramma (1968)
- Disco Game - varietà (RaiStereoDue) - conduttore
- Alla ricerca dell'italiano perduto - gioco (Rai Radio 2)
- Che bestie! - varietà (Rai Radio 2, 2003)

## Doppiaggio

### Film
- Dudley Moore in Arturo, Arturo 2: On the Rocks, Micki e Maude, Tale padre tale figlio, Tutta colpa del fattorino
- Mel Gibson in Gli anni spezzati, Un anno vissuto pericolosamente, Il Bounty, Il fiume dell'ira, Mad Max oltre la sfera del tuono
- Andy García in 8 milioni di modi per morire, La forza della volontà, The Untouchables - Gli intoccabili, L'altro delitto
- Joe Pantoliano in I Goonies, Baby Birba - Un giorno in libertà, Prima di mezzanotte
- Billy Crystal in Una perfetta coppia di svitati, Getta la mamma dal treno
- John Belushi in The Blues Brothers - I fratelli Blues, Chiamami aquila
- Shawn C. Nelson e Guith Koock in Piraña[23]
- Stefano Mingardo in Bomber
- Tim Curry in Annie
- Rob Lowe in St. Elmo's Fire
- Kiefer Sutherland ne I tre moschettieri
- Jon Lovitz in Palle in canna
- Paul A. Partain in Non aprite quella porta (ridoppiaggio)
- Matthew Modine in Birdy - Le ali della libertà
- Christopher Walken ne Il cacciatore
- Michael Anderson Jr. ne la più grande storia mai raccontata
- Bruce Boxleitner in Baltimore Bullet
- Tom Hanks in Niente in comune
- Andrew Stevens in Fury
- Kyle MacLachlan in Velluto blu
- Anthony Edwards in Top Gun
- Gary Oldman in Legge criminale
- Michael Biehn ne La settima profezia
- John Candy in Balle spaziali
- Rainn Wilson in The Rocker - Il batterista nudo
- Warwick Davis in Leprechaun
- John Shea in Missing - Scomparso
- John Michael Higgins in Fred Claus - Un fratello sotto l'albero
- Franco Oppini in Squadra antifurto
- John Lone ne L'anno del dragone
- Massimo Vanni in Italia a mano armata
- Roger Van Hool ne La signora della porta accanto
- Saul Rubinek in Gli spietati
- Jimmy Santos in A Journey
- Phil Jackson in The Last Dance

### Film d'animazione
- Fozzie in Ecco il film dei Muppet, Giallo in casa Muppet, Festa in casa Muppet, I Muppet nell'isola del tesoro, I Muppets venuti dallo spazio, I Muppet e il mago di Oz, A Muppets Christmas: Letters To Santa, I Muppet, Muppets 2 - Ricercati, Muppets Haunted Mansion - La casa stregata
- Bugs Bunny in Space Jam, Super Bunny in orbita! (ridoppiaggio),[24] Titti turista tuttofare,[25] Looney Tunes: Back in Action, Canto di Natale - Il film natalizio dei Looney Tunes[26]
- Buck ne L'era glaciale 3 - L'alba dei dinosauri, L'era glaciale - In rotta di collisione, L'era glaciale - Le avventure di Buck
- Semola ne La spada nella roccia
- Tamburino da grande in Bambi[27] (ridoppiaggio 1968)
- Chef svedese in Festa in casa Muppet
- Maggot ne La sposa cadavere
- Clank in Cars 3

### Serie televisive
- Fábio Jr. in Agua Viva, Fiore selvaggio
- Michael Douglas ne Le strade di San Francisco
- Scott Bakula ne In viaggio nel tempo
- John Malkovich in Morte di un commesso viaggiatore
- Tom Hanks in Casa Keaton
- Jesse Borrego in Saranno famosi
- Bruce Boxleitner in Alla conquista del West
- Terry Gilliam ne Il circo volante dei Monty Python[28]

### Serie animate
- Fozzie in Muppet Show (ridoppiaggi 2007 e 2021), I Muppet, Muppet Babies ed Ecco i Muppet
- Bugs Bunny in Looney Tunes e Merrie Melodies (1996-2006), Animaniacs
- Wally ed Elvis in Butch Cassidy
- Koji Kabuto (1ª voce) e Mucha (1ª voce) ne Il Grande Mazinga[29]
- Jack la lanterna, Jacques, Pindaro e un nano ne Le favole più belle[30]
- Vari personaggi in Animaniacs[31]
- James "Secco" Jones (st. 5), John Frink (ep. 5.4) e James Taylor ne I Simpson
- Invisibo in Freakazoid!
- Vladimiro in Vladimiro e Placido (1ª edizione)
- Inch High in Inch High l'occhio privato
- Joe Kuruma in Hurricane Polimar[32]
- Martello in Una sirenetta innamorata[33]
- Spooky ne I misteri di Silvestro e Titti (ep. 50)
- Scoiattolo Rosso ne I pinguini di Madagascar
- Sultano in Leviathan

### Programmi televisivi
- Bugs Bunny in Cercasi coniglietto pasquale (ridoppiaggio), Buon Natale con Bugs Bunny (ridoppiaggio)

### Videogiochi
- Bugs Bunny in Bugs Bunny: Lost in Time,[34] Bugs Bunny e Taz in viaggio nel tempo,[35] Looney Tunes: Back in Action[36]

## Riconoscimenti
- Gran Premio Internazionale del Doppiaggio
  - 2015 - Candidatura alla miglior direzione del doppiaggio per Birdman
  - 2016 - Candidatura alla miglior direzione del doppiaggio per Sopravvissuto - The Martian
- Ischia Global Festival
  - 2016 - Ischia Dubbing Award per L'era glaciale - In rotta di collisione (condiviso con altri)
- Leggio d'oro
  - 2013 - Premio della critica per Hitchcock[13]
  - 2013 - Leggio d'oro direzione del doppiaggio per Hitchcock[13]